# Taubenturm (Pocé-sur-Cisse)

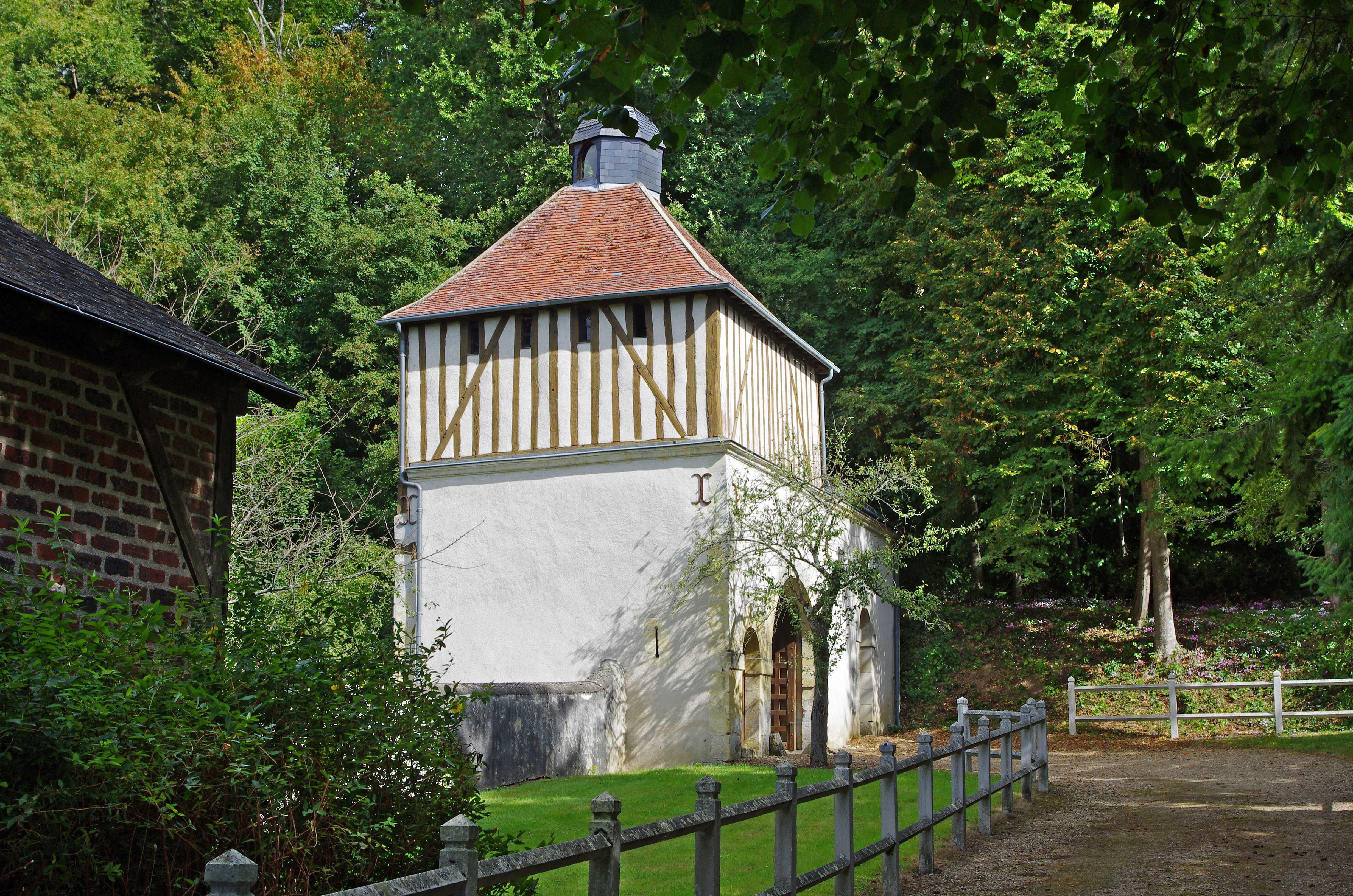
Taubenturm in Pocé-sur-Cisse

Der Taubenturm in Pocé-sur-Cisse, einer französischen Gemeinde im Département Indre-et-Loire der Région Centre-Val de Loire, wurde im 16./17. Jahrhundert errichtet. Der Taubenturm an der Route de Saint-Ouen-les-Vignes Nr. 110 steht seit 1989 als Monument historique auf der Liste der Baudenkmäler in Frankreich.
Das rechteckige Gebäude besitzt ein Obergeschoss in Fachwerkbauweise. Das Zeltdach wird von einer Laterne bekrönt.